# Chair Airlines
Chair Airlines AG o Chair, es una aerolínea suiza con sede en Glattbrugg en el área metropolitana de Zúrich y con base en el Aeropuerto Internacional de Zúrich. 

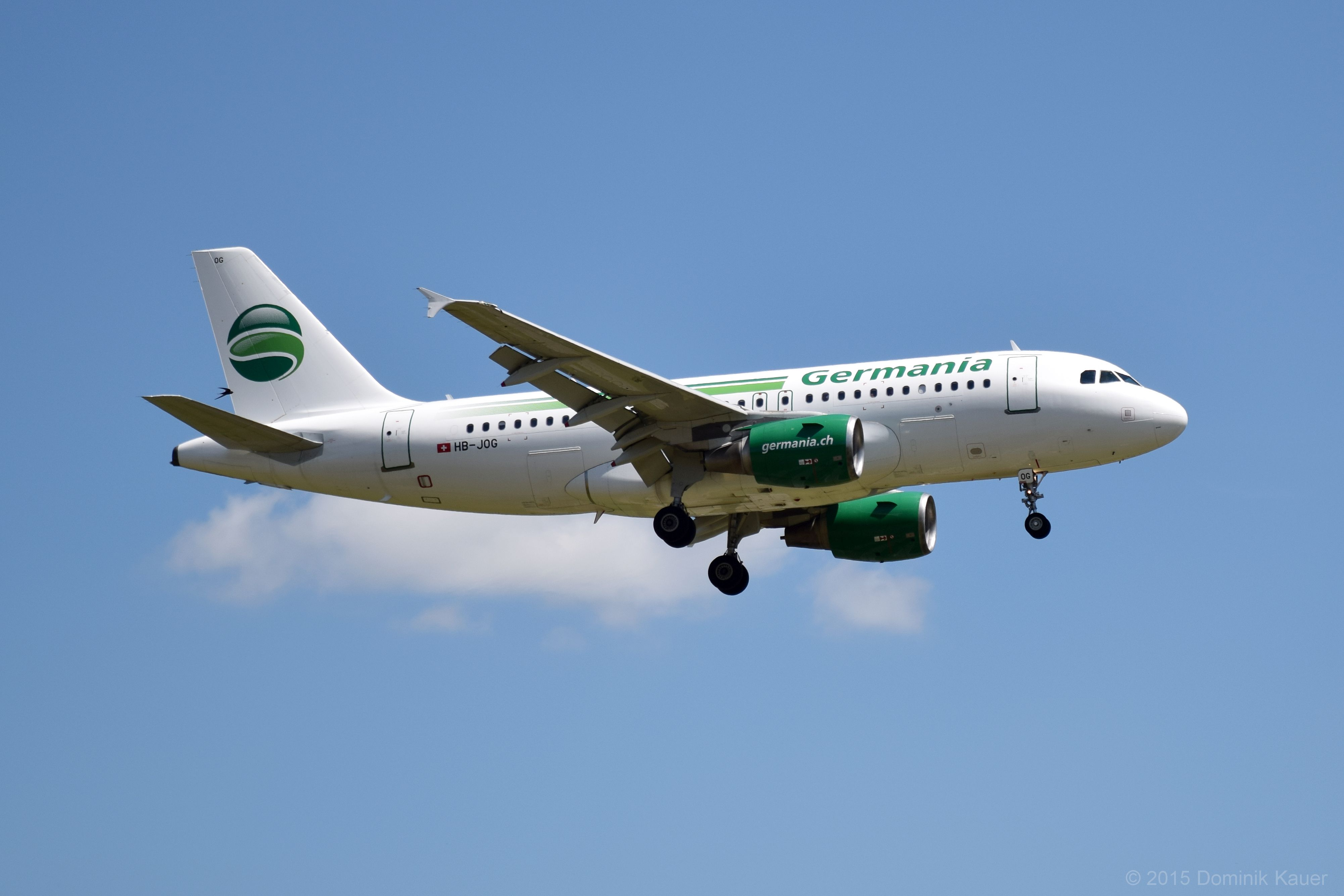
Un antiguo avión de Germania Flug Airbus A319-100

## Historia

### Germania Flug
La aerolínea se fundó en agosto de 2014 con el nombre de Germania Flug, con participación de la aerolínea alemana Germania y la empresa suiza de turismo de ocio Hotelplan, con el objetivo de operar vuelos turísticos bajo la marca HolidayJet. Desde el vuelo inaugural el 26 de marzo de 2015, Germania Flug operó desde Zúrich 17 vuelos a destinos de ocio de vacaciones en Europa y norte de África. 
Aunque la idea era continuar operando igual para el invierno de 2015/2016, en noviembre de 2015 Germania Flug cesó su colaboración con HolidayJet, operando desde entonces bajo su propia marca. Durante el verano de 2016, Germania Flug planificó vuelos alrededor Europa, Turquía, Líbano, y norte de África. Además, voló a Pristina y Skopje subcontratada por la aerolínea virtual Air Prishtina.

### Chair Airlines
El 4 de febrero de 2019, la aerolínea matriz, Germania, tras no conseguir el apoyo definitivo de un grupo de inversores, se declaró en bancarrota y suspendió todos sus vuelos.
Germania Flug no se vio afectada por la bancarrota de su accionista principal y continuó sus operaciones.
Poco después se comunicó que toda la participación de Germania se había vendido a Albex Aviation, propietaria de Air Prishtina. El 11 de junio de 2019 la aerolínea se renombró como Chair Airlines.

## Destinos

### Destinos actuales
En enero de 2025, Chair Airlines opera vuelos regulares a los destinos vacacionales:
| Países              | Destinos          | Aeropuertos                                             | Notas      |
| ------------------- | ----------------- | ------------------------------------------------------- | ---------- |
| Alemania            | Stuttgart         | Aeropuerto de Stuttgart                                 | Chárter    |
| Chipre              | Lárnaca           | Aeropuerto Internacional de Lárnaca                     | Estacional |
| Egipto              | Hurgada           | Aeropuerto Internacional de Hurghada                    |            |
| Egipto              | Marsa Alam        | Aeropuerto Internacional de Marsa Alam                  |            |
| España              | Palma de Mallorca | Aeropuerto de Palma de Mallorca                         |            |
| Francia             | Saint-Louis       | Aeropuerto de Basilea-Mulhouse-Friburgo                 |            |
| Grecia              | Heraclión         | Aeropuerto Internacional de Heraclión Nikos Kazantzakis | Estacional |
| Grecia              | Cos               | Aeropuerto Internacional de Kos-Hipócrates              | Estacional |
| Grecia              | Rodas             | Aeropuerto Internacional de Rodas-Diágoras              | Estacional |
| Kosovo              | Pristina          | Aeropuerto Internacional de Pristina                    |            |
| Macedonia del Norte | Ohrid             | Aeropuerto de Ohrid San Pablo Apóstol                   |            |
| Macedonia del Norte | Skopie            | Aeropuerto de Skopie                                    |            |
| Suiza               | Zúrich            | Aeropuerto Internacional de Zúrich                      | HUB        |

### Antiguos destinos
| Países   | Destinos       | Aeropuertos                                |
| -------- | -------------- | ------------------------------------------ |
| Bulgaria | Burgas         | Aeropuerto de Burgas                       |
| Croacia  | Split          | Aeropuerto de Split                        |
| Croacia  | Zadar          | Aeropuerto de Zadar                        |
| Egipto   | Sharm el-Sheij | Aeropuerto Internacional de Sharm el-Sheij |
| Francia  | Calvi          | Aeropuerto de Calvi Sainte-Catherine       |
| Grecia   | Salónica       | Aeropuerto Internacional Macedonia         |
| Líbano   | Beirut         | Aeropuerto Internacional Rafic Hariri      |
| España   | Ibiza          | Aeropuerto de Ibiza                        |
| España   | Tenerife       | Aeropuerto de Tenerife Sur                 |
| España   | Fuerteventura  | Aeropuerto de Fuerteventura                |
| Suiza    | Ginebra        | Aeropuerto Internacional de Ginebra        |
| Túnez    | Yerba          | Aeropuerto Internacional de Yerba-Zarzis   |

## Flota
La flota de Chair Airlines consta de las siguientes aeronaves:
| Aeronaves       | En servicio | Pedidos | Pasajeros (clase única)                           | Matrículas                                        | Antigüedad                                        |
| --------------- | ----------- | ------- | ------------------------------------------------- | ------------------------------------------------- | ------------------------------------------------- |
| Airbus A319-112 | 1           | —       | 150                                               | HB-JOJ                                            | 18 años                                           |
| Airbus A320-214 | 3           | —       | 180                                               | HB-JOP                                            | 17,1 años                                         |
| Airbus A320-214 | 3           | —       | 180                                               | HB-JOK                                            | 15,7 años                                         |
| Airbus A320-214 | 3           | —       | 180                                               | HB-JOS                                            | 14,5 años                                         |
| Total           | 4           | —       | Edad media de la flota (enero de 2025): 16,3 años | Edad media de la flota (enero de 2025): 16,3 años | Edad media de la flota (enero de 2025): 16,3 años |

### Flota histórica
| Aeronaves       | Total | Introducido | Retirado | Matrículas |
| --------------- | ----- | ----------- | -------- | ---------- |
| Airbus A321-211 | 1     | 2015        | 2019     | HB-JOI     |
| Boeing 737-8Q8  | 1     | 2021        | 2021     | SP-ESE     |